# Protamandua
Protamandua es un género extinto de mamífero xenartro mirmecofágido. Sus parientes vivos más cercanos son el oso hormiguero gigante (Myrmecophaga tridactyla) y los tamandúas (género Tamandua). Los fósiles de Protamandua solo se han encontrado en la Formación Santa Cruz de Argentina. Puede haber sido el ancestro común tanto de Myrmecophaga como Tamandua.